# Bahnhof Gossau SG

Der Bahnhof Gossau SG ist der grösste Bahnhof der Ostschweizer Stadt Gossau. Der Gemeinschaftsbahnhof befindet sich im Eigentum der normalspurigen Schweizerischen Bundesbahnen (SBB) und der schmalspurigen Appenzeller Bahnen (AB). Er wird von Zügen der SBB, der AB und von Thurbo bedient. Das Bahnhofgebäude ist ein Kulturgut von regionaler Bedeutung.

## Geschichte

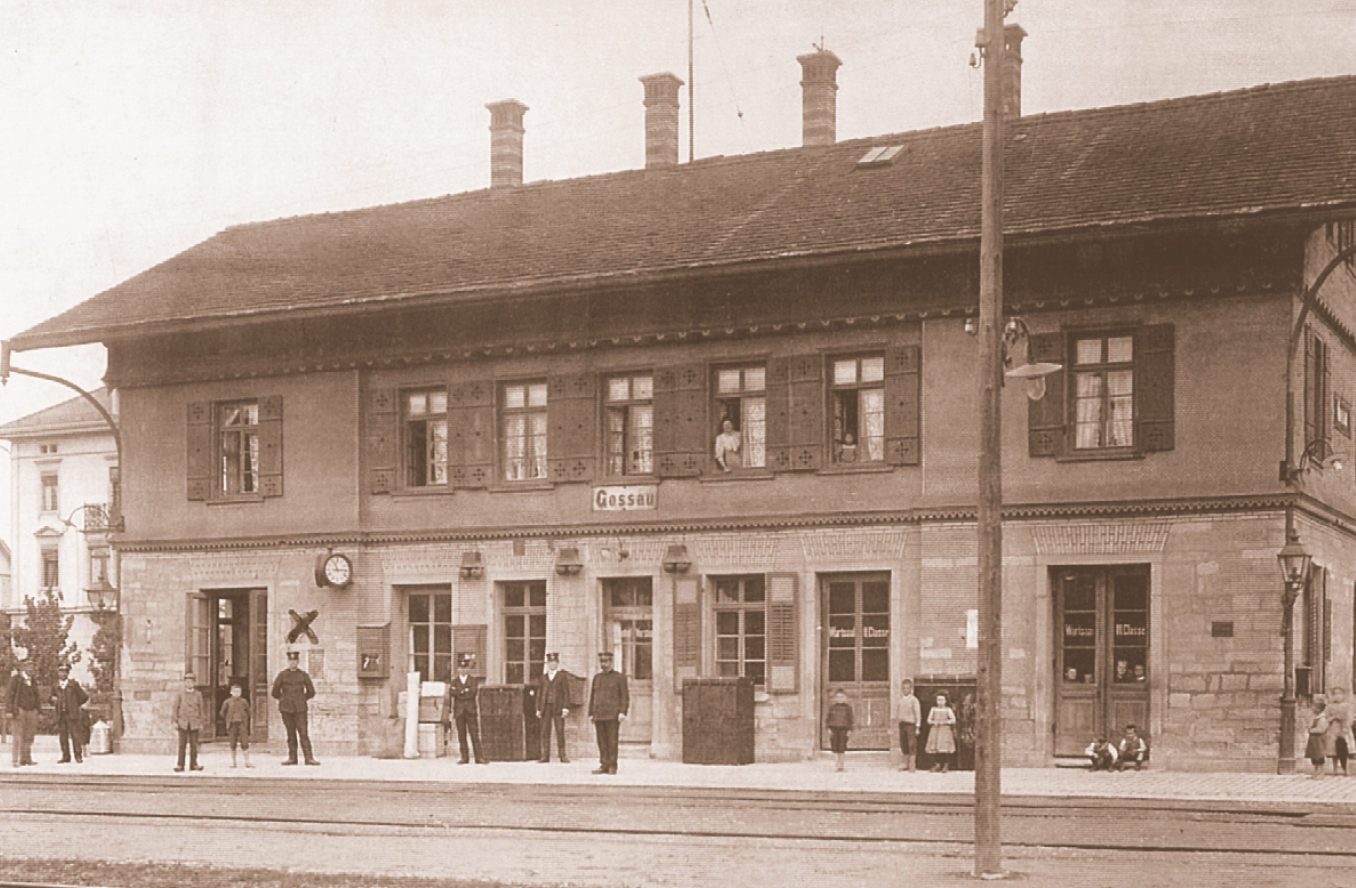
Stationsgebäude von 1856

Mit der Betriebsaufnahme des Streckenabschnitts von Flawil nach Winkeln der Sankt Gallisch-Appenzellischen Eisenbahn (SGAE) am 15. Februar 1856 kam Gossau zum ersten Bahnhof. Das traufständige Bahnhofgebäude mit Satteldach entsprach in den Grundzügen dem noch bestehenden Aufnahmegebäude in Flawil. Der erste Fahrplan bot für Gossau je drei Zugverbindungen in beide Richtungen an. Die Fahrt nach St. Gallen dauerte 27 Minuten. Für die Hochbauten der SGAE, die unter dem Direktionsarchitekten Ludwig Bitzer entstanden, galt äusserste Sparsamkeit. Trotzdem zwangen die fehlenden Finanzen die SGAE zur Fusion, so dass am 1. Mai 1857 die Strecke mit dem Bahnhof Gossau in den Besitz der Vereinigten Schweizerbahnen (VSB) kam. Mit der Betriebsaufnahme der Bischofszellerbahn nach Sulgen wurde Gossau 1876 zum Abzweigbahnhof. 1887 erhielt die Station ein Kreuzungsgleis. 1902 wurden die VSB verstaatlicht, und der Bahnhof kam in den Besitz der SBB.

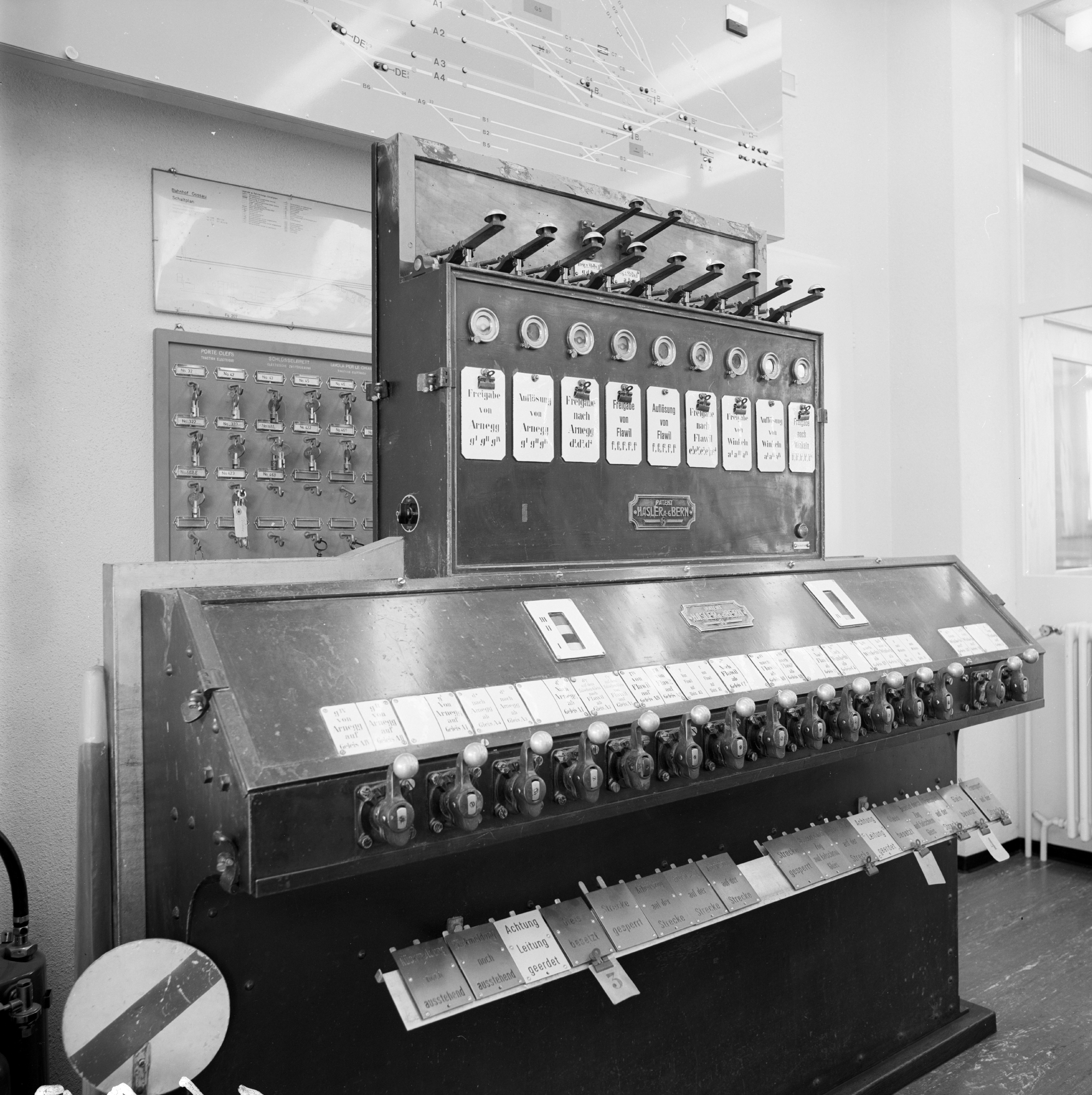
Elektromechanisches Hebelstellwerk für den SBB-Teil des Bahnhofs Gossau im Jahr 1970

1910 bekam die Strecke Herisau–Winkeln der Appenzeller Bahn (AB) Konkurrenz durch die neu eröffnete Bodensee-Toggenburg-Bahn (BT). Als Ersatz baute die AB eine neue Strecke von Herisau nach Gossau, wodurch Gossau statt Winkeln zum Umsteigebahnhof wurde. Bei dieser Gelegenheit wurde der Bahnhof Gossau an den südlichen Dorfrand verlegt. Mit der Betriebsaufnahme des neuen SBB- und AB-Gemeinschaftsbahnhofs am 1. Oktober 1913 nahm die AB auch den Verkehr zwischen Gossau und Herisau auf.
Mit dem neuen Bahnhof entfielen die Schnellzugshalte in Winkeln, und die Verbindungen nach Zürich und Bischofszell wurden aufgewertet.
Am 15. Mai 1927 nahm das SBB-Unterwerk Gossau den Betrieb auf, das die gleichentags dem Verkehr übergebene Fahrleitung der Strecke von Winterthur über St. Gallen nach Rorschach mit Einphasenwechselstrom speist. 1936 wurde die Strecke nach Sulgen elektrifiziert. Die seit 1931 elektrisch betriebene Bodensee-Toggenburg-Bahn wird über eine Leitung vom Unterwerk Gossau nach Schachen mit Energie versorgt. Die AB verkehrt seit 1933 mit 1500 Volt Gleichstrom.

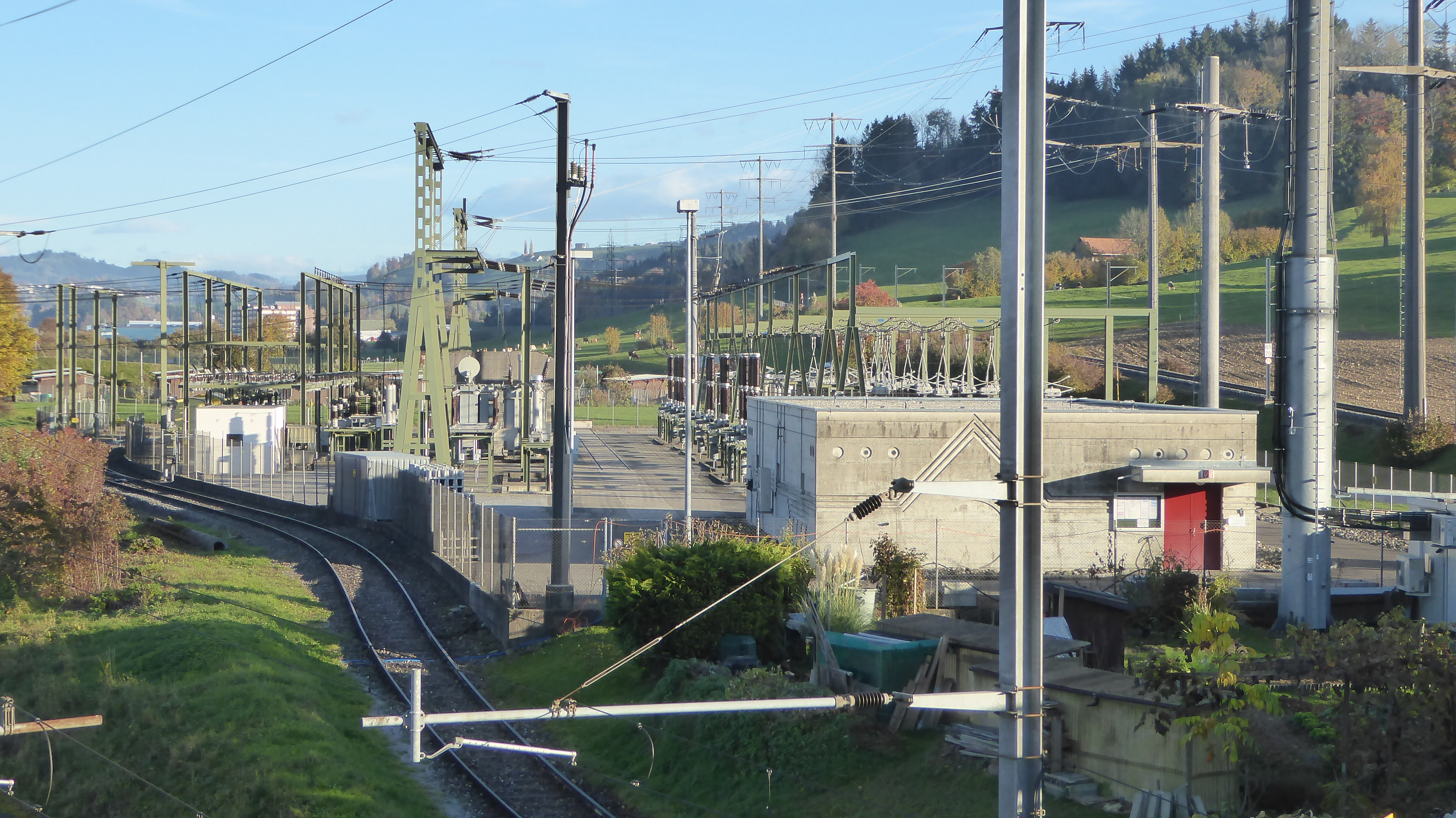
Unterwerk Gossau SG

1979 wurde die bestehende 60'000-Volt-Bahnstromleitung zwischen Sulgen und Gossau durch eine 132'000-Volt-Übertragungsleitung abgelöst. 1984 erfolgte ein spektakulärer Verschub des Transformators in das neue Unterwerk Gossau. Im gleichen Jahr wurde eine Erneuerung des Stellwerks bekanntgegeben. Die umfassenden Erneuerungsarbeiten wurden am 29. August 1993 mit einem Bahnhoffest abgeschlossen, an dem die Re 460 030 auf den Namen «Säntis» getauft wurde. 1997 wurde beanstandet, dass Gossau noch weiterhin über keine Abfahrtsanzeigen verfügte.

## Lage

### 1856 und 1913

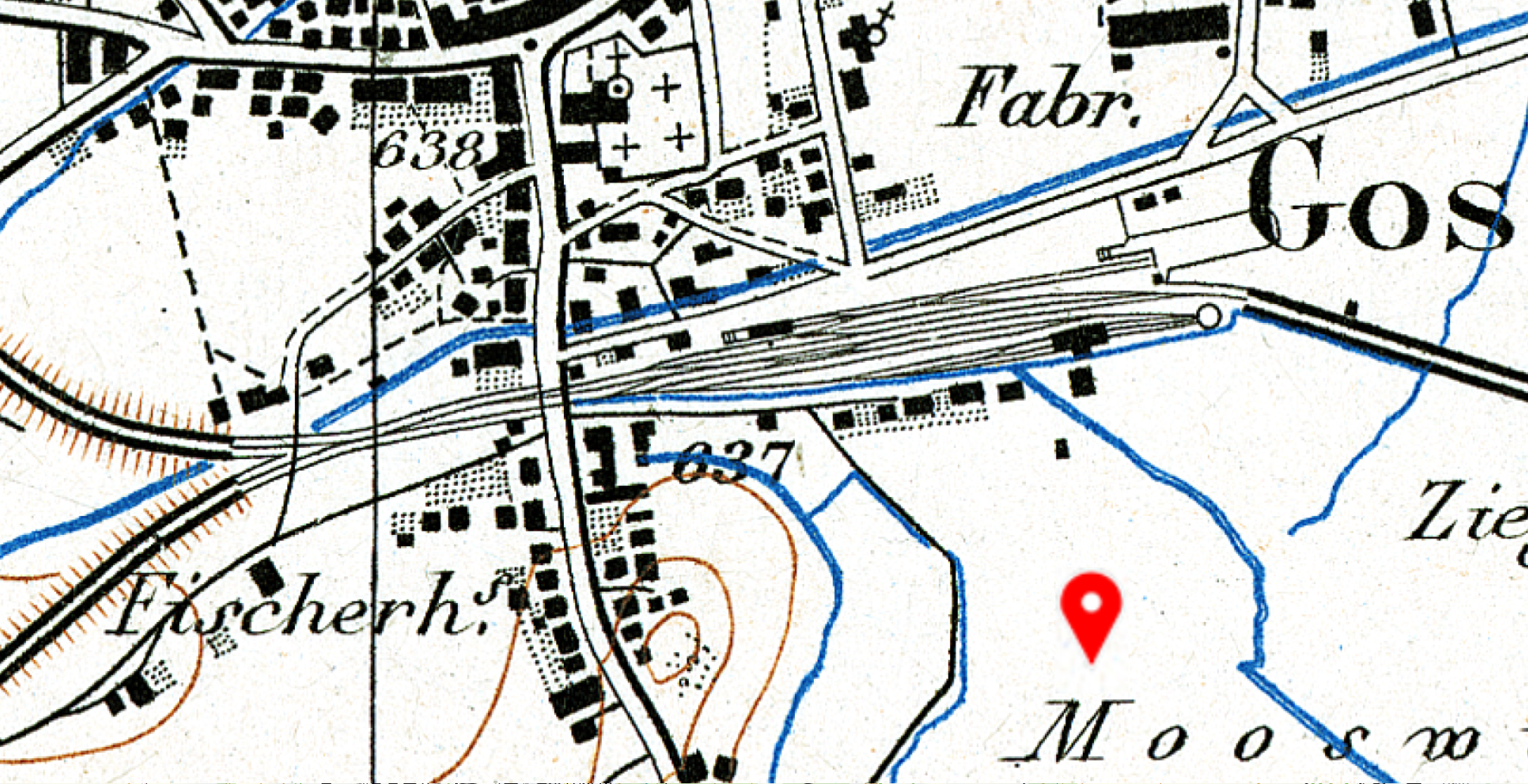
Bahnhof Gossau auf der Siegfriedkarte, Ausgabe 1904. Der rote Punkt markiert den Standort des heutigen Bahnhofs.

Zwischen 1856 und 1913 lag der Bahnhof rund 320 Meter nordöstlich des heutigen Standorts, in einem damals nur schwach überbauten Gebiet am südlichen Rande des Dorfs. Bei der Standortwahl wurde einzig auf einen günstigen Zugang ab der Herisauerstrasse geachtet. Das recht umfangreiche Areal des Bahnhofs erstreckte sich von der Herisauerstrasse 640 Meter ostwärts. Auf der Südseite befand sich ein Lokomotivschuppen, in der südöstlichen Ecke eine Drehscheibe. Die alte Güter- und Rangieranlage war grosszügig ausgebaut und umfasste bis zu zehn Gleise nebeneinander.
Der Bahnübergang Herisauerstrasse wurde zu einem Ärgernis. 1909 waren die Barrieren über 100 Mal pro Tag geschlossen – die Schliesszeiten konnten bis zu 11 Minuten betragen.

### Seit 1913

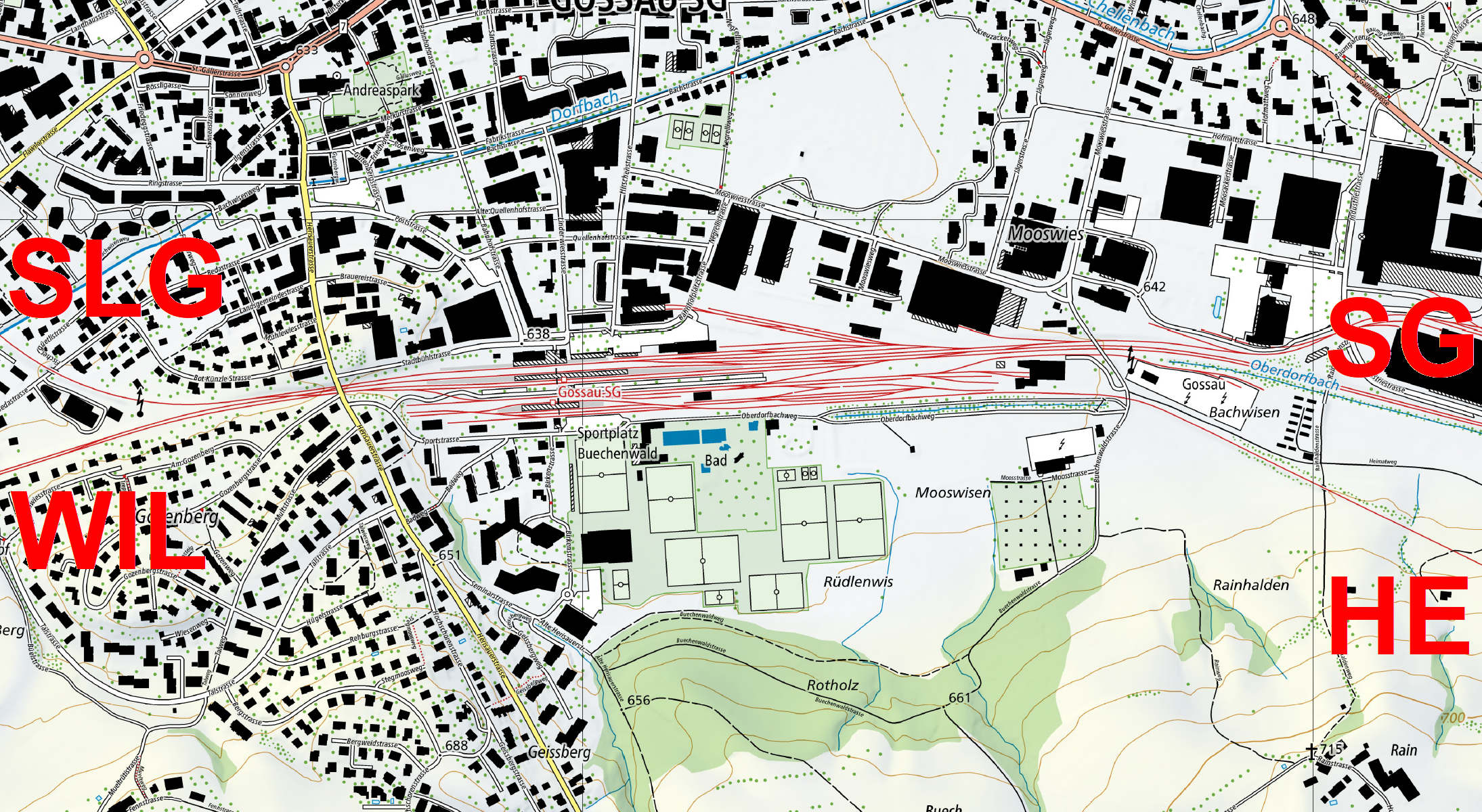
Kartenausschnitt Gossau:
SLG: SBB nach Sulgen
WIL: SBB nach Wil SG
SG: SBB nach St. Gallen
HE: AB nach Herisau

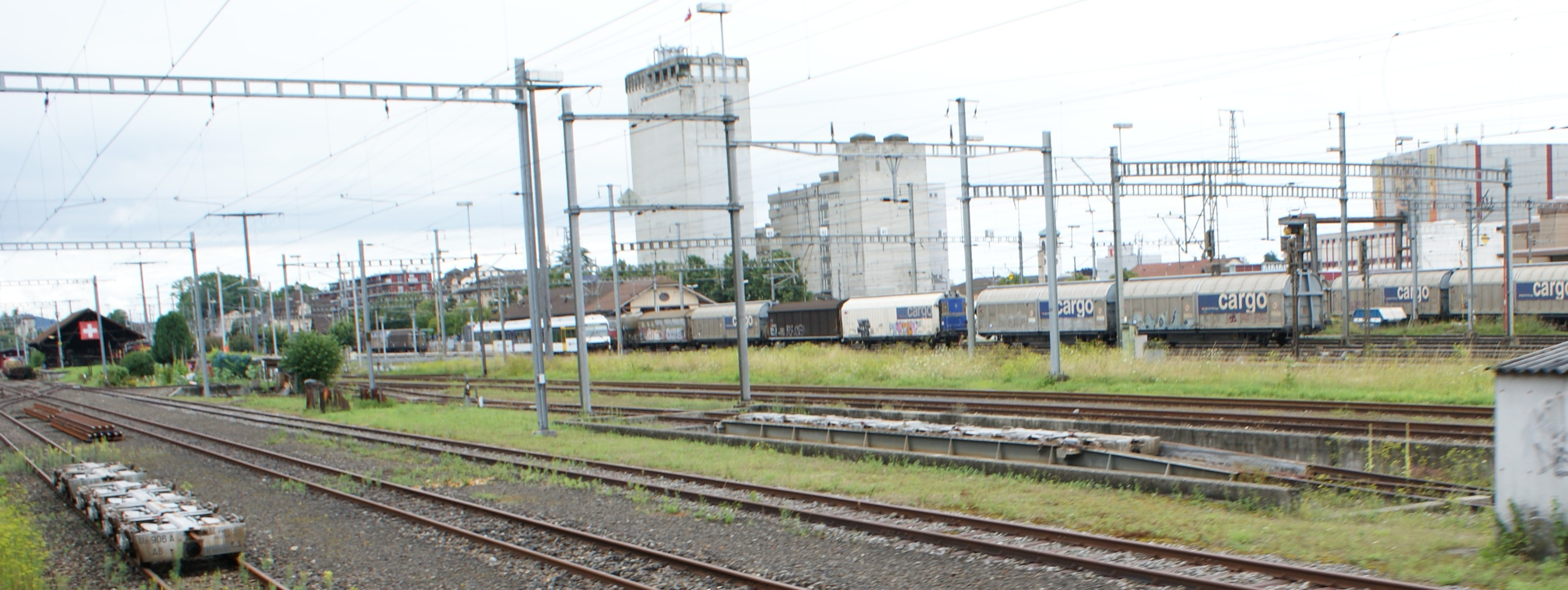
Rollbockanlage der AB kurz vor der Stilllegung. In der Rollbockgrube und auf einem Abstellgleis befinden sich die übriggebliebenen Rollböcke.

Der an neuer Stelle erbaute Bahnhof gewann mit dem Anschluss der Appenzeller Bahn (AB) an Bedeutung. Am westlichen Ende des schmalspurigen Bahnhofsteils der AB befand sich eine Drehscheibe mit neun Metern Durchmesser, die 1933 mit der Elektrifizierung überflüssig wurde. 1978 errichtete die AB eine Rollbockanlage, die bis 2003 in Betrieb war. Anstelle der Rollbockanlage haben die AB eine Rollschemelrampe für die Anlieferung von Meterspurfahrzeugen auf Normalspurrollschemeln errichtet.

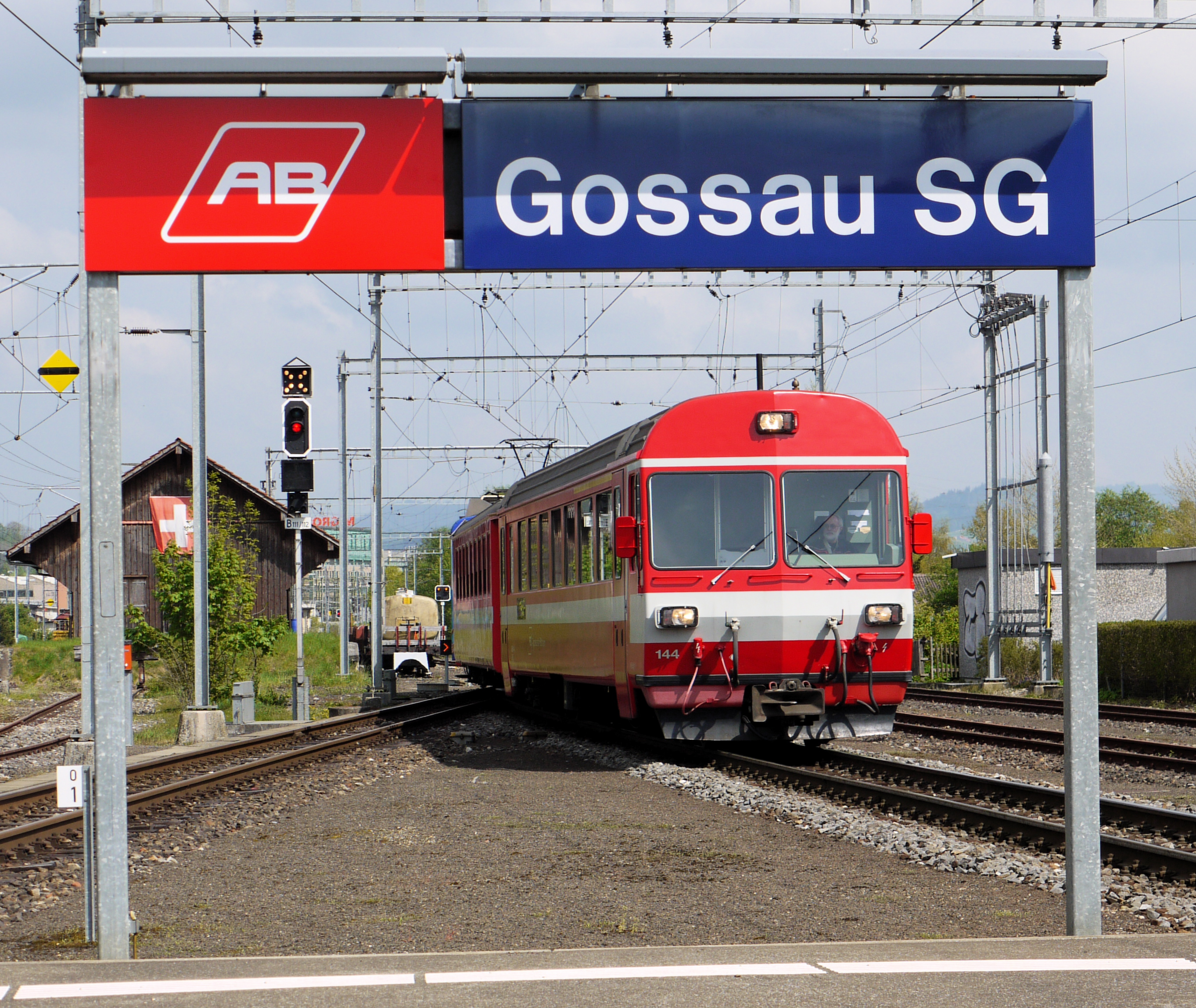
Pendelzug der Appenzeller Bahnen (AB) im Jahr 2009

Die normalspurigen Gleisanlagen der SBB bestehen aus dem Gleis 1 am Hausperron, den Gleisen 3 und 4 am Mittelbahnsteig und dem Durchfahrgleis 5. Auf Gleis 3 verkehren Fernverkehrs- und S-Bahn-Züge nach St. Gallen, auf Gleis 4 die in entgegengesetzter Richtung fahrenden Züge nach Wil und Weinfelden. Die Gleise am Mittelperron der schmalspurigen AB tragen die Nummern 11 und 12 für die Züge von und nach Wasserauen.
Nordöstlich des Bahnhofs Gossau befinden sich Anschlussgleise mit grosser Ausdehnung, die unter anderem die Verteilzentralen der Detailhändler Migros und Coop erschliessen. 2012 eröffneten die SBB einen weiteren Umschlagterminal für den kombinierten Verkehr. Erster Kunde war Migros, die Kühlwechselbehälter auf der Schiene nach Gossau transportieren lässt, um zahlreiche Filialen in der Ostschweiz zu beliefern. Seither hat SBB Cargo die Umschlagsanlage für Container, Wechselbehälter und Sattelauflieger erweitert. Das Terminalgleis wurde von 110 auf 160 Meter verlängert und die Abstellflächen vergrössert. Für den Umschlag steht ein Reachstacker zur Verfügung.

## Betrieb

### Bahnverkehr

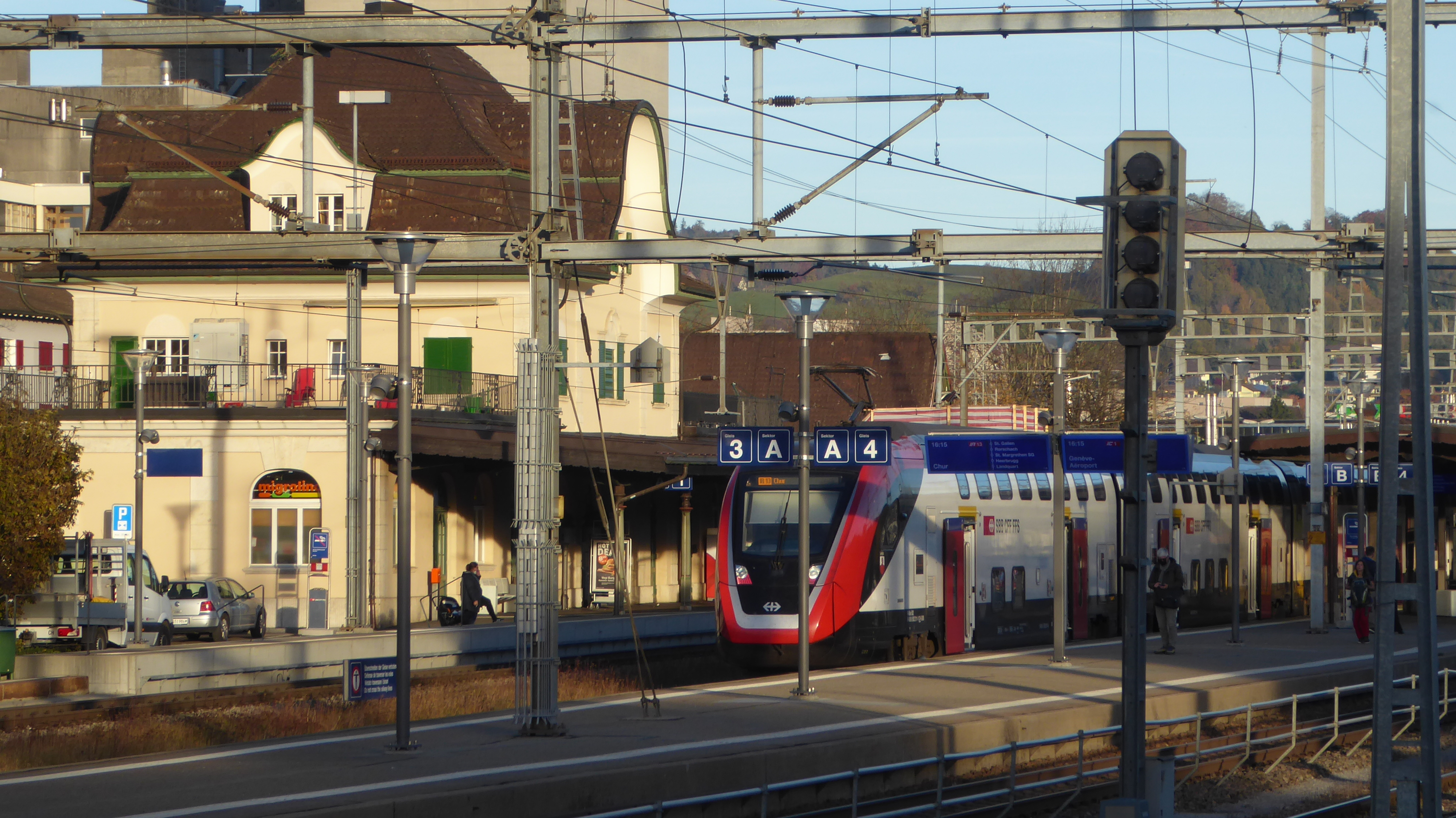
Intercity RABe 502 in Gossau

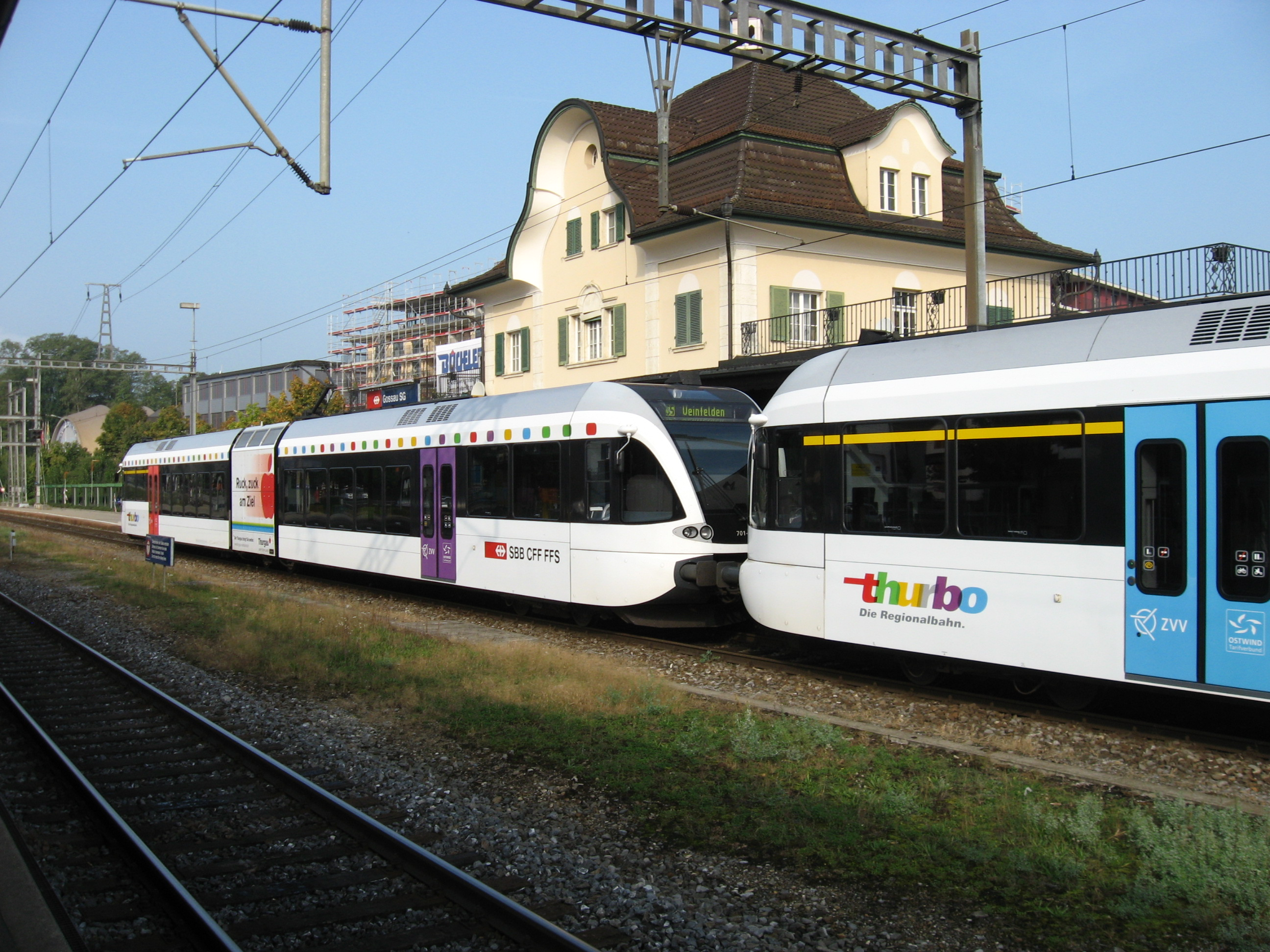
S-Bahn-Züge von Thurbo auf Gleis 1

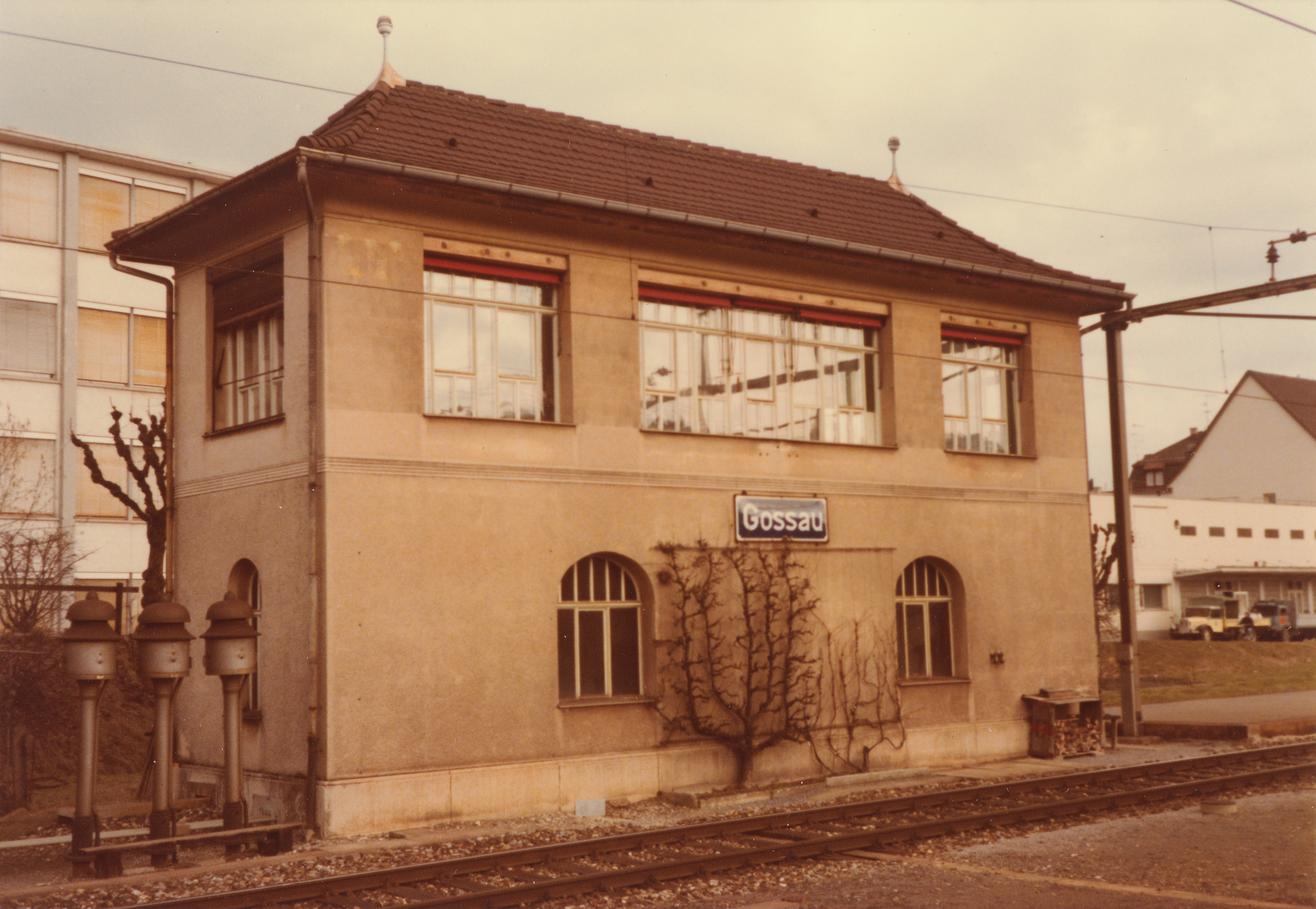
Stellwerksgebäude (1980)

Der Bahnhof wird von Fern- und Regionalzügen der SBB, deren Tochtergesellschaft Thurbo und der Appenzeller Bahnen bedient. Durchschnittlich stiegen 2018 im Bahnhof Gossau täglich 10'190 Bahnreisende ein und aus. Folgende Linien halten in Gossau SG:
- Normalspur: Die Fernverkehrszüge der SBB verkehren stündlich, die von Thurbo betriebenen S1 und S5 halbstündlich.
  - Fern- und Regionalverkehr:
    - 1 Genève-Aéroport – Bern – Zürich HB – St. Gallen   BZ FS RZ 
    - 13 Zürich HB/St. Gallen – Sargans/Chur teilweise , teilweise  FS  (Alpenrhein-Express)

- RE Zürich – Winterthur – Wil – Gossau SG – St. Gallen (Thurbo) (nachts in der Fahrlage des  13)
- SN21 Winterthur – Wil – St. Gallen  (Nachtnetz)
- SN22 Winterthur – Wil – St. Gallen – St. Margrethen – Heerbrugg  (Nachtnetz)

- S-Bahn St. Gallen:

- S 1 Wil – Gossau SG – St. Gallen –  Romanshorn – Kreuzlingen – Schaffhausen (Thurbo) 
- S 5 Weinfelden – Sulgen – Gossau SG – St. Gallen – Rorschach – St. Margrethen (Thurbo) 

- Meterspur: Die Züge der Appenzeller Bahnen fahren bis Appenzell im Halbstundentakt:
  - S 23 Gossau SG – Herisau – Urnäsch – Appenzell – Wasserauen (AB)

### Busverkehr

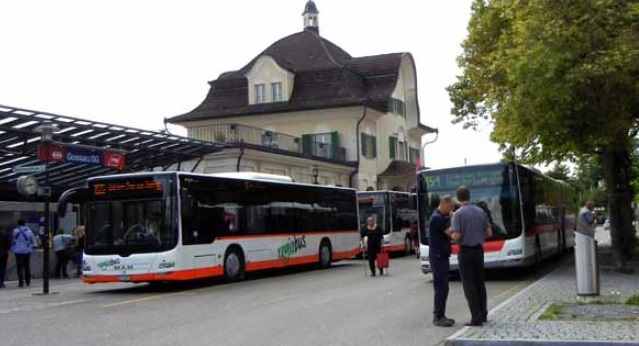
Bahnhofplatz Gossau mit Bussen des Verkehrsunternehmens Regiobus

Vom Bahnhof Gossau aus erschliessen mehrere Buslinien die Stadt und ihre Umgebung:
- 151 – 159 und 980   Stadt- und Regionalbuslinien vom Regiobus → siehe Abschnitt Linien im Artikel Regiobus (Gossau)
- 727 Zuzwil – Oberbüren – Gossau SG (Postauto)
- 852 Weinfelden – Gossau SG (Bus Oberthurgau)